# Champagne (Eure-et-Loir)
Pour les articles homonymes, voir Champagne.
Champagne est une ancienne commune française située dans le département d'Eure-et-Loir en région Centre-Val de Loire. Elle fusionne le 1er janvier 2015 avec l'ancienne commune de Goussainville pour créer la commune nouvelle nommée Goussainville. Elle devient commune déléguée de cette nouvelle commune.

## Géographie

### Situation
La superficie de Champagne est de 221 hectares (2,21 km2) avec une altitude minimum de 121 mètres et un maximum de 136 mètres. Champagne est composée de 244 habitants (recensement publié en 2012) avec une densité de 110,41 personnes par km2. Les citoyens de Champagne sont nommés les Champenois et les Champenoises.
La commune est rattachée à la communauté de communes du pays Houdanais.

Situation géographique
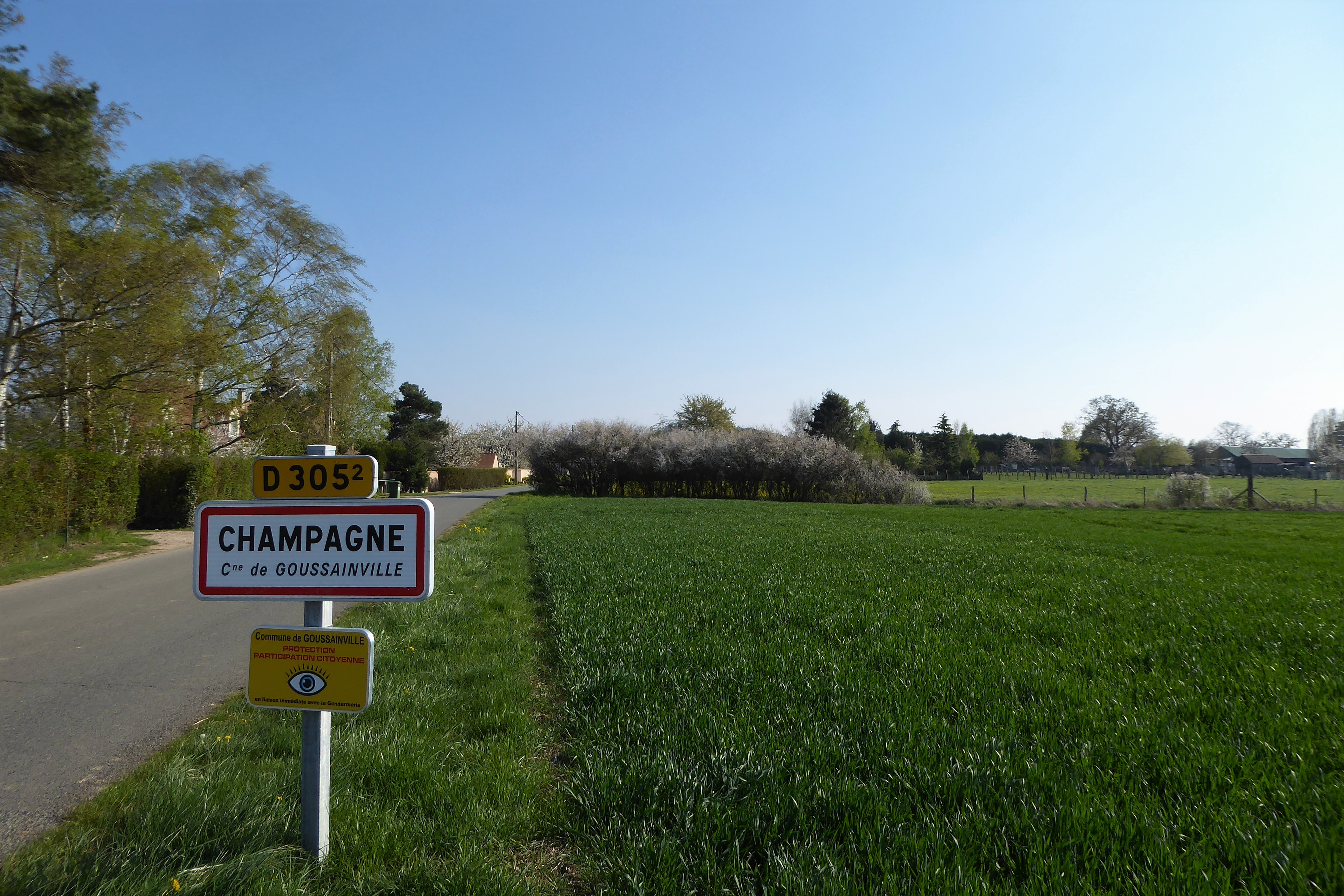
Entrée de Champagne par la RD 3052.
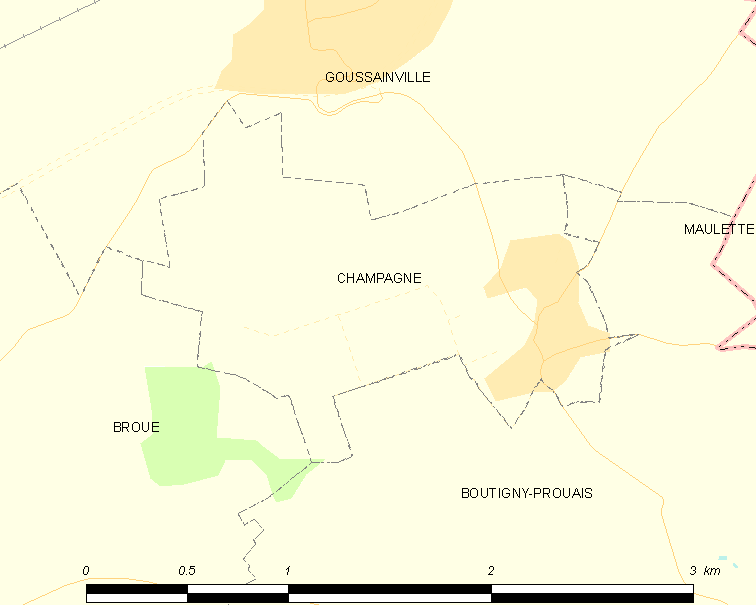
Carte de la commune de Champagne, 2012.

### Communes limitrophes
|       | Goussainville (ancienne commune) |                  |
| Broué | Champagne                        | Boutigny-Prouais |
|       | Boutigny-Prouais                 |                  |

### Transports et voies de communications

#### Desserte ferroviaire
La gare SNCF la plus proche est la gare de Houdan.

## Toponymie
Le nom de la localité est attesté sous les formes Campaniae en 1174 et vers 1250[réf. nécessaire].
Terres cultivables ; campagne, dont l’environnement ici était, au contraire, boisé, broussailleux ou marécageux[réf. nécessaire].

## Politique et administration

### Liste des maires

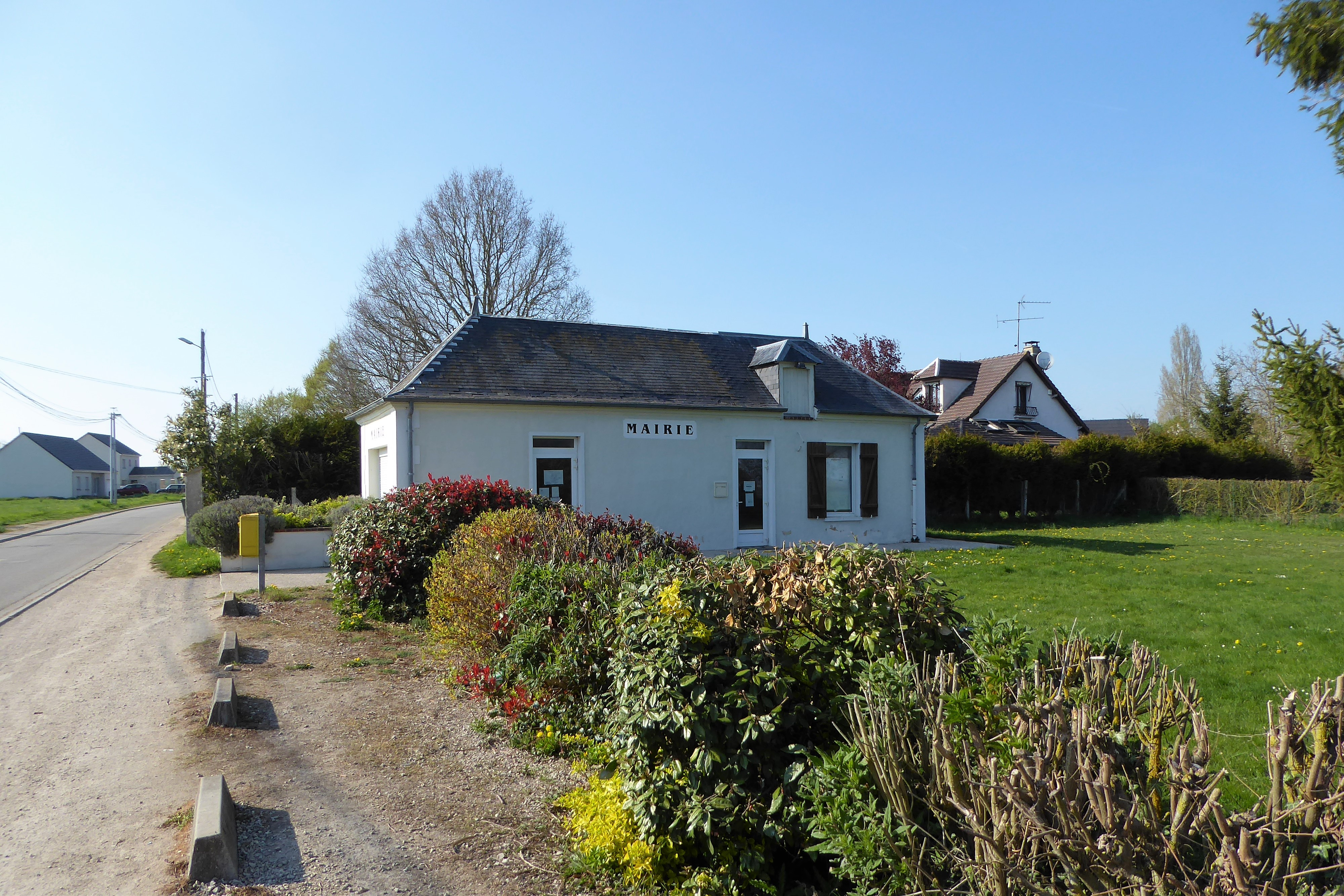
Mairie de la commune déléguée de Goussainville.

| Période                                  | Période          | Identité                 | Étiquette | Qualité |
| ---------------------------------------- | ---------------- | ------------------------ | --------- | ------- |
| Les données manquantes sont à compléter. |                  |                          |           |         |
| 1808                                     | 1819             | Charles Simon Maillier   |           |         |
| 1820                                     | 1825             | Jacques Mathurin Meneray |           |         |
| 1826                                     | 1835             | Augustin Blondeau        |           |         |
| 1835                                     | 1837             | Nicolas Berranger        |           |         |
| 1837                                     | 1852             | Augustin Blondeau        |           |         |
| 1853                                     | 1870             | Simon Germain Selle      |           |         |
| 1870                                     | 1884             | Laurent Blondeau         |           |         |
| 1904                                     | 1944             | Louis Selle              |           |         |
| 1945                                     | 1976             | Robert Leromain          |           |         |
| 1976                                     | 1977             | Marie Klein              |           |         |
| 1977                                     | 2008             | Rémi Tasserie            |           |         |
| 2008                                     | 31 décembre 2014 | Hubert Blondel           |           |         |

## Population et société

### Démographie
L'évolution du nombre d'habitants est connue à travers les recensements de la population effectués dans la commune depuis 1793. À partir du 1er janvier 2009, les populations légales des communes sont publiées annuellement dans le cadre d'un recensement qui repose désormais sur une collecte d'information annuelle, concernant successivement tous les territoires communaux au cours d'une période de cinq ans. 
Pour les communes de moins de 10 000 habitants, une enquête de recensement portant sur toute la population est réalisée tous les cinq ans, les populations légales des années intermédiaires étant quant à elles estimées par interpolation ou extrapolation. Pour la commune, le premier recensement exhaustif entrant dans le cadre du nouveau dispositif a été réalisé en ,.
En 2012, la commune comptait 273 habitants.
| 1821 | 1831 | 1836 | 1841 | 1846 | 1851 | 1856 | 1861 | 1866 |
| ---- | ---- | ---- | ---- | ---- | ---- | ---- | ---- | ---- |
| 111  | 108  | 120  | 115  | 112  | 106  | 116  | 117  | 119  |

| 1872 | 1876 | 1881 | 1886 | 1891 | 1896 | 1901 | 1906 | 1911 |
| ---- | ---- | ---- | ---- | ---- | ---- | ---- | ---- | ---- |
| 121  | 131  | 125  | 124  | 127  | 123  | 111  | 97   | 111  |

| 1921 | 1926 | 1931 | 1936 | 1946 | 1954 | 1962 | 1968 | 1975 |
| ---- | ---- | ---- | ---- | ---- | ---- | ---- | ---- | ---- |
| 111  | 111  | 92   | 85   | 98   | 103  | 86   | 73   | 74   |

| 1982 | 1990 | 1999 | 2006 | 2008 | 2012 | - | - | - |
| ---- | ---- | ---- | ---- | ---- | ---- | - | - | - |
| 85   | 141  | 179  | 227  | 241  | 273  | - | - | - |

## Culture locale et patrimoine

### Lieux et monuments
- Mairie ;
- Église Sainte-Croix.

Lieux et monuments
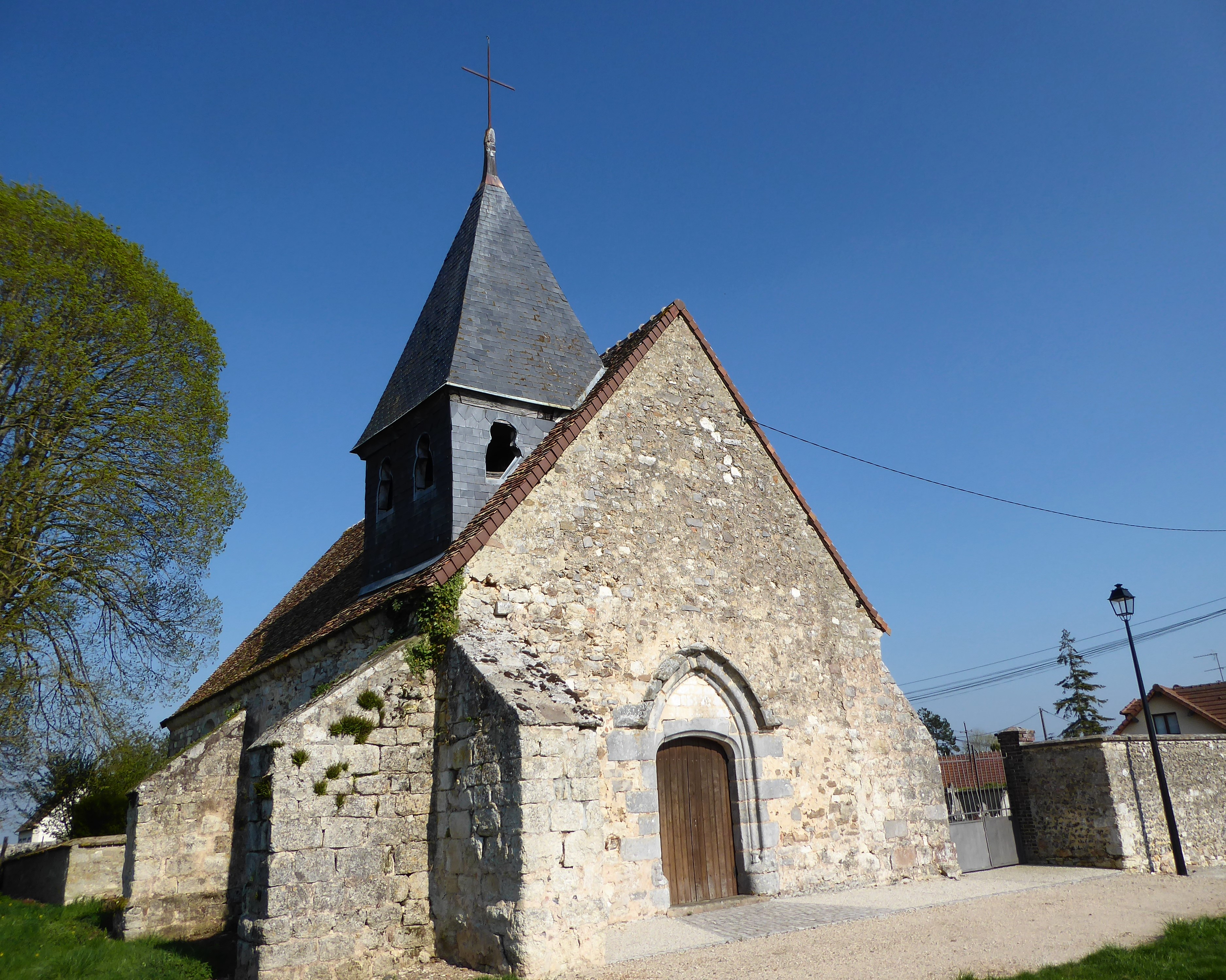
Façade ouest de l'église Sainte-Croix.
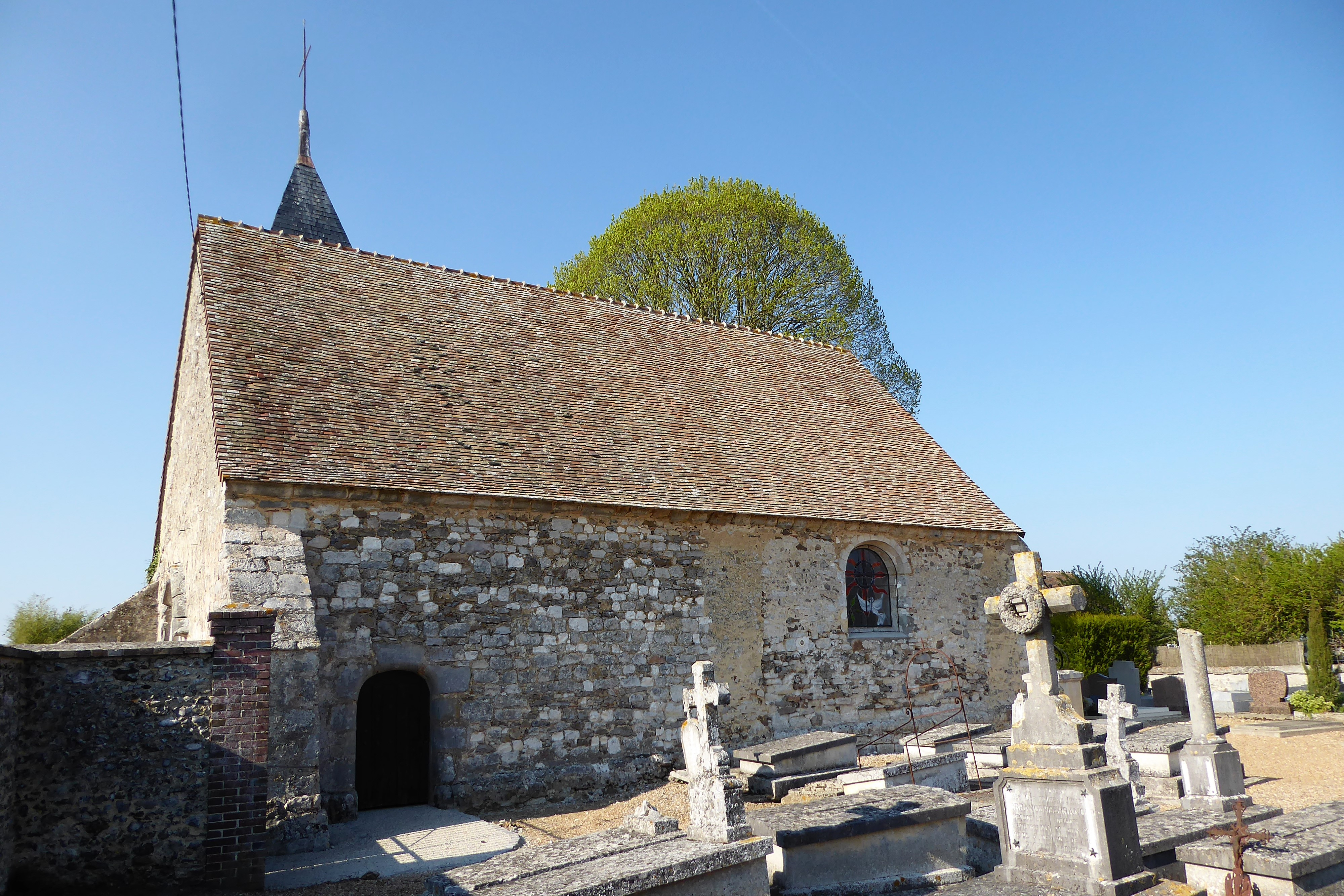
Cimetière et mur sud de l'église.
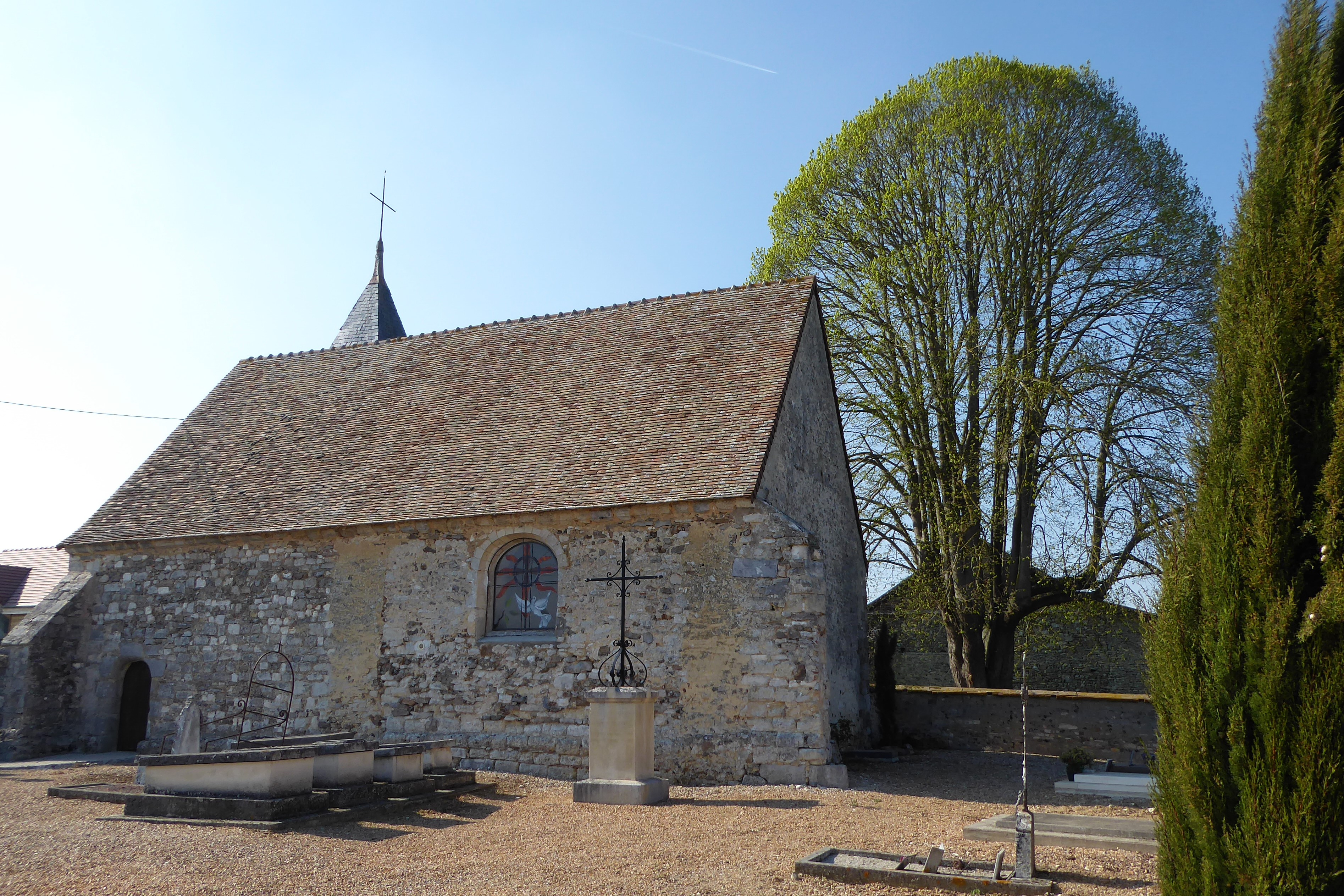
Mur sud et chevet.